# 71. Infanterie-Division (Wehrmacht)
Die 71. Infanterie-Division (71. ID) war ein Großverband des Heeres der deutschen Wehrmacht im Zweiten Weltkrieg. Sie wurde am 26. August 1939 als Division der 2. Aufstellungswelle durch den Infanterie-Kommandeur 19 in Hildesheim aufgestellt. Sie kämpfte unter anderem in Verdun, Stalingrad und Monte Cassino. Ihr Zeichen war das vierblättrige Kleeblatt und sie wurde nach Gratulation über den Sieg in Verdun im Juni 1940 durch Generalfeldmarschall Busch an Generalleutnant Weisenberger fortan die „Die Glückhafte“ genannt.

## Divisionsgeschichte
Grundsätzlich unterscheidet man in der Divisionsgeschichte der 71. ID die Aufstellung und personelle Zusammensetzung bis zur Schlacht von Stalingrad als Zäsur einerseits, und die komplette Neuaufstellung nach der Vernichtung im Jahr 1943 andererseits.

### Aufstellung
Im August 1939 wurde die 71. ID im Wehrkreis XI aufgestellt und rekrutierte sich vornehmlich aus Soldaten aus dem heutigen Niedersachsen: Hannover, Hildesheim, Braunschweig und dem Westharz. Eingezogen wurden hauptsächlich die Jahrgänge 1910 bis 1920.
Die Mobilmachung erfolgte am 25./26. August 1939 durch den Infanterie-Kommandeur 19 in Hildesheim unter dem Codewort „Sigurd 9757“. IR 211 war bereits im Frühjahr 1939 unter Oberst Wolf als Übungs-Infanterie-Regiment 1 auf dem Truppenübungsplatz Bergen auf den Gefechtseinsatz vorbereitet worden und erhielt einen Abschnitt am Westwall zugewiesen.
Die Ausbildung im rückwärtigen Armeegebiet bestand schwerpunktmäßig aus Waffenbedienung, Gefechtsausbildung, lautloser Annäherung, Bewegung bei Dunkelheit und Schießausbildung. Erster Divisionskommandeur wurde Generalmajor Ziegler in Hildesheim, ehemaliger Befehlshaber der 19. Infanterie-Division. Die Stellen der Regimentskommandeure wurden mit erfahrenen Offizieren aus dem Ersten Weltkrieg besetzt.

### Westwall
Kurz nach Generalmobilmachung wurde der Rest der 71. ID in Nachtmärschen zur Grenzsicherung nach Pirmasens verlegt. Gleichzeitig war dies ihr Verfügungsraum für den späteren Westfeldzug in Frankreich.

### Einsätze
- Westwall – September 1939 bis Mai 1940
- Frankreich – Mai 1940 bis Juni 1941
- Ostfront – Juni bis Oktober 1941
- Frankreich – Oktober 1941 bis April 1942
- Ostfront – April bis August 1942
- Schlacht um Stalingrad – August 1942 bis Januar 1943
- Dänemark – März bis August 1943
- Slowenien – August bis September 1943
- Italien – September 1943 bis Dezember 1944
- Ungarn und Österreich – Dezember 1944 bis Mai 1945

### Westfeldzug
Nachdem die 71. ID in Richtung Südwesten durch Luxemburg und Südbelgien marschiert war, überquerte sie den Fluss Chiers und brach in die Maginotlinie ein. Die Kämpfe kumulierten im Angriff auf die taktisch bedeutsame Höhe 311. Damit gehörte die 71. ID zu einer der ersten Einheiten, welche den Westwall überwanden. Am 18. Mai 1940 setzte die Division ihren Vormarsch in Zusammenarbeit mit Pionieren und Panzerjägern durch die Einnahme der Ortschaft Villy, des Panzerwerks 505 und weiterer Befestigungen im Raum La Ferté (Maginot-Linie) fort.
Zusammen mit dem der 71. ID unterstellten IR 188 gelang die Einnahme von Olizy und der Höhe 342. Die Zeit zwischen dem 21. Mai bis zum 10. Juni 1940 war geprägt durch Abwehrkämpfe an der Maginotlinie, die zum Schutz vor Gegenangriffen weiter ausgebaut wurde. Bis zum 22. Mai 1940 wurden sieben Offiziere und 170 Unteroffiziere und Mannschaftsdienstgrade als gefallen gemeldet. Anfang Juni 1940 mussten im, auch als „Grüne Hölle“ bezeichneten, Wald Bois d'Inor zahlreiche Gegenangriffe von marokkanischen Scharfschützen und Fremdenlegionären abgewehrt werden, bevor sich die Division östlich der Maas in den Raum von Verdun bewegen konnte. Am 15. Juni 1940 erhält die 71. ID den Befehl, Fort Vaux und Fort Douaumont einzunehmen, wobei IR 211 die Hauptlast des Angriffs trug. Der Angriff gelang unter der Führung des Bataillonskommandeurs Hauptmann Corduan, welcher bereits im Ersten Weltkrieg bei Verdun kämpfte. Durch den Fall der beiden Festungen war der Weg zur Zitadelle Verdun frei, die nach Einnahme des Fort Froide Terre fiel.
Im Verlauf des Juni 1940 verfolgte die 71. ID den zurückweichenden Gegner über die Mosel bis nach Nancy. Der Einsatz an der Westfront endete mit der Verleihung zahlreicher Auszeichnungen: das Ritterkreuz zum Eisernen Kreuz wurde an Generalleutnant Weisenberger, Oberst Hans-Karl von Scheele (Kommandeur des Infanterie-Regiments 191), Oberleutnant Germer und Unteroffizier Pape verliehen.

### Verlegung auf den TrÜbPltz Königsbrück
Zwischen 1940 und 1941 diente die 71. ID als Lehr-Division auf dem Truppenübungsplatz Königsbrück.

### Unternehmen Barbarossa
Ab Juni 1941 nahm die 71. ID am Angriff auf die Sowjetunion teil und brach am 22. Juni 1941 bei Niemstow überraschend in die sowjetischen Grenzbefestigungen ein. Am 24. Juni 1941 entwickelte sich bei Niemirow eine Abwehrschlacht gegen 50 sowjetische Panzer, die aus verdeckten Stellungen gegen die deutschen Infanteristen feuerten. Weitere Stellungen der Roten Armee auf dem Truppenübungsplatz Wiszenka wurden aufgeklärt und vernichtend geschlagen. Ende Juni 1941 gelang der Durchbruch auf die nördlichen Stellungen von Lemberg. Fast während des gesamten Monats Juli 1941 bewältigte die Division im Rahmen der Armeereserve eine langwierige Marschperiode durch die Ukraine, die durch schlechte Witterung und ungünstige Geländebedingungen erschwert wurde.

### Schlacht um Kiew 1941
Im Rahmen der 6. Armee sollte die 71. ID den Schwerpunkt der Offensive auf Kiew bilden, was sich zu der Schlacht um Kiew ausweitete. Lange Regenperioden machten die Straßen unpassierbar und verzögerten so den Vormarsch. Die Schlacht um Kiew wurde durch die Einnahme der Ortschaften Ksawerowka (IR 211), Marjarowka (IR 194) und Gelenowka (IR 191) eingeleitet. Zwischen den Grenzen der 99. Leichten Division und der 95. Infanterie-Division stürmte die 71. ID den Südabschnitt vor Kiew. Verzögert wurde der Angriff durch eine Bunkerlinie entlang des Flusses Weta, die in hartnäckigen Kämpfen Anfang August 1941 durchstoßen wurden und dem XXIX. Armeekorps den Zugang auf Kiew eröffnete. Zwischen dem 10. und 24. August 1941 führte die Rote Armee größere Gegenangriffe gegen die verlorene Wetastellung durch, die jedoch scheiterten.
Hier wurde die 71. ID von der 296. Infanterie-Division abgelöst und erhielt einen neuen 60 Kilometer breiten Gefechtsabschnitt im Westsektor der stark befestigten Stadt Kiew am Ufer des Flusses Irpen. Am 16. September 1941 eröffnete das XXIX. Armeekorps den Großangriff auf Kiew, welcher drei Tage später mit der Einschließung der Roten Armee und der Einnahme der Stadt endete. Die 71. ID war selbst nicht an der Einnahme beteiligt und wurde in den neuen Einsatzraum abtransportiert.

### Schlacht um Charkow 1942
Am 5. April 1942 eröffnete der Befehl OKW/WFSt. Nr. 55616/42 die Sommeroffensive an der Ostfront. Hierzu erhielt die 71. ID, welche im April 1942 aus Frankreich zurück an die Ostfront verlegt wurde, den Auftrag, im Verbund mit der 6. Armee den sowjetischen Frontvorsprung südlich von Charkow einzudrücken und die Hauptkampflinie in das Donezgebiet zu verlegen, um eine neue Ausgangsposition für die Heeresgruppe Süd zu verschaffen. Während IR 211 die 294. Infanterie-Division bei Verteidigungsaufgaben in Ternowaja unterstützte, bezogen die anderen beiden Regimenter ihre Verfügungsräume. Währenddessen brach die Rote Armee mit einem massierten Infanterie- und Panzereinsatz sowie zahlenmäßig überlegenem Personal- und Materialeinsatz bei Peremoga östlich und südöstlich von Charkow durch und band große Teile der deutschen Verbände. Einheiten der 71. ID verteidigten dabei den Raum nördlich von Isjum am Donez. Es gelang den deutschen Verbänden u. a. die 6. und 57. sowjetische Armee einzukesseln. Die sich daraus entwickelnde Frühjahrsschlacht von Charkow vom 17. bis 24. Mai 1942 endete mit einer Niederlage der Roten Armee. Es folgte das Einnehmen der Abwehrstellung an der Babka. Dann stieß die Division über Nikolajewka in den Oskol-Abschnitt vor. Die Einheit nahm an Verfolgungskämpfen über Belowodsk, Morosowskaja, den Tschir zum Don bei Generalow teil. Westlich Kalatsch entwickelten sich weitere Abwehrkämpfe. Ab August 1942 setzten die Infanteristen der 71. Infanterie-Division über den Don, nahmen Karpowka und Rossoschka, bis sie schließlich Stalingrad erreichten.

### Stalingrad 1942

#### Vormarsch auf Stalingrad
Am 3. September 1942 hatte General Friedrich Paulus folgende Angriffsstreitkraft für die Eroberung von Stalingrad zur Verfügung: 30.000 Soldaten des LI. Armeekorps (389., 295. und 71. Infanterie-Division) und 50.000 Soldaten der 4. Panzerarmee, XXXXVIII. Panzerkorps und IV. Armeekorps (24. PD, 14. PD, 29. ID (mot.), 94. ID und die rumänische 20. ID), also insgesamt 80.000 Soldaten. Das LI. Armeekorps mit der 71. ID unter Generalmajor Alexander von Hartmann sollte sich über die westlichen und nordwestlichen Vororte bis nach Stalingrad vorkämpfen. Diese Marschroute war die kürzeste und einfachste vom äußeren auf den inneren Verteidigungsring von Stalingrad.
Am Abend des 3. September 1942 bewegten sich die 71. und 295. ID in östlicher Richtung, eroberten den Bahnhof Gumrak im Kampf gegen das sowjetische 2. Panzerkorps (Krawtschenko) und die sowjetische 112. Schützen-Division (Oberst Iwan Efimowitsch Ermolkin). Dabei trieben sie das 23. Panzerkorps unter Generalmajor A. F. Popow und die 399. Schützen-Division unter Oberst Nikolai Grigorjewitsch Trawnikow nach Osten gegen den Bahnhof Konnaia. Ziel war es, die Hauptkräfte für die Stoßrichtung Gorodischtsche und Mamajew-Hügel zu bündeln. IR 211 und 194 durchbrachen die Verteidigungslinien der sowjetischen 112. SD, während auf dem rechten Flügel IR 191 die Gräben der 196. SD unter Oberst Polikarpowitsch überrannte und Talowoi sowie die Bahnhöfe Opytnaia und Eschowka einnahm. Dies führte zu großen Verluste auf Seiten der Roten Armee, die den deutschen Vorstoß mit einem Gegenangriff beim Krankenhaus Stalingrad erwiderte. Der Stoßkeil der 71. ID kämpfte sich tief in die Linien der 62. Armee südlich von Gunmrak vor und „tilgte die 87. und 196. SD buchstäblich aus der Schlachtreihe der Sowjettruppen“. In der Region um Gumrak gab es anschließend noch eine Reihe weiterer Abwehrgefechte gegen die Überreste der 112. SD, 196. SD und 87. SD.
Am 4. September 1942 befahl Generalmajor A. I. Lopatin einen Gegenangriff, um zu verhindern, dass die 71. ID an östlichen Ufer der Tsaritza Fuß fasste. Dabei stieß die sowjetische 244. SD auf IR 191, welche die umliegenden Höhen besetzt und sich entlang der Tsaritza auf 4 km der Innenstadt genähert hatte. Fälschlicherweise wurde Lopatin berichtet, dass Afanasiews Truppen ein Großteil des IR 191 vernichtet hätten. Am 8. September 1942 setzten die 295. ID und 71. ID ihren Vorstoß von Gorodischtsche und Razgulaewka auf der Hauptstraße von Gumrak nach Stalingrad fort und drängten hunderte von Rotarmisten der 87. SD, 42. SB und ein Regiment der 244. SD zurück auf die Umgebung des Krankenhauses und der Motortraktorstation nördlich der Tsaritza, dabei entwickelten sich um Razgulaewka schwere Gefechte. Dies hatte zur Folge, dass sich die Personalstärke der 87. SD bald nur noch 140 Soldaten betrug. Hartmanns 71. ID verzeichnete nur noch geringe Geländegewinne zwischen dem Krankenhaus und der Tsaritza. Mittlerweile mussten die drei IR der Division alle Kräfte aufbieten, um die Schützengräben der 42. SB und 244. SD sturmreif zu schießen.
Die Schlacht um die Stalingrader Vororte erreichte am 12. September ihren Höhepunkt und spielte sich hauptsächlich um das 1,5 bis 3 km breite Hügelgelände im Westen und Norden der Stadt zwischen Gorodischtsche, Alexandrowka, der Razgulaewka-Station und dem Krankenhaus ab. Am Abend des 12. September ebbten die Kämpfe ab, die 6. Armee war im Besitz der taktisch wichtigen Höhenzüge, dabei hatten vor allem die sowjetische 62. und 64. Armee schwerste Verluste in der Abwehrschlacht erlitten.
| Regiment                | Bataillon/Kompanie                  | Kommandeur                                    | Garnison              |
| Divisionskommandeur     |                                     | General der Infanterie Alexander von Hartmann |                       |
| Divisionsstab           |                                     | Oberst Günter von Below                       |                       |
| Divisionsstab           | stellv. Erster Generalstabsoffizier | Oberleutnant Manfred von Plotho               |                       |
| Infanterie-Regiment 191 | Regimentskommandeur                 | Oberst Johannes Richard Schmidt               | Hannover-Bothfeld     |
| Infanterie-Regiment 191 | I. Bataillon                        | Hauptmann René Meyer                          | Hildesheim            |
| Infanterie-Regiment 191 | II. Bataillon                       | Hauptmann Fricke                              | Celle                 |
| Infanterie-Regiment 191 | II. Bataillon, 5. Kompanie          | Feldwebel Hoyer, Leutnant Bauer               |                       |
| Infanterie-Regiment 191 | II. Bataillon, 6. Kompanie          | Oberfeldwebel Bodewald, Leutnant Schulze      |                       |
| Infanterie-Regiment 191 | II. Bataillon, 7. Kompanie          | Oberleutnant Teßmann                          |                       |
| Infanterie-Regiment 191 | II. Bataillon, 8. Kompanie          |                                               |                       |
| Infanterie-Regiment 191 | III. Bataillon                      | Reinhard Fredebold                            | Hameln                |
| Infanterie-Regiment 194 | Regimentskommandeur                 | Oberst Friedrich Roske                        | Halberstadt           |
| Infanterie-Regiment 194 | I. Bataillon                        | Hauptmann Ginderling                          | Quedlinburg           |
| Infanterie-Regiment 194 | II. Bataillon                       | Hauptmann Fritz Dobberkau                     | Goslar u. Blankenburg |
| Infanterie-Regiment 194 | II. Bataillon, 1. u. 2. Kompanie    | Oberleutnant Hamm                             |                       |
| Infanterie-Regiment 194 | II. Bataillon, 3. u. 6. Kompanie    | Leutnant Wehrmann                             |                       |
| Infanterie-Regiment 194 | II. Bataillon, 5. u. 7. Kompanie    | Oberfeldwebel Lantelme                        |                       |
| Infanterie-Regiment 194 | II. Bataillon, 4. u. 8 Kompanie     | Leutnant Bunke                                |                       |
| Infanterie-Regiment 194 | III. Bataillon                      | Hauptmann Gerhard Münch                       | Northeim              |
| Infanterie-Regiment 194 | III. Bataillon, 9. Kompanie         | Leutnant Haas                                 |                       |
| Infanterie-Regiment 194 | III. Bataillon, 10. Kompanie        | Feldwebel Krause                              |                       |
| Infanterie-Regiment 194 | III. Bataillon, 11. Kompanie        | Leutnant Theurich                             |                       |
| Infanterie-Regiment 194 | III. Bataillon, 12. Kompanie        | Oberleutnant Markmann                         |                       |
| Infanterie-Regiment 211 | Regimentskommandeur                 | Oberst Hermann Barnbeck                       | Burg (Hannover)       |
| Infanterie-Regiment 211 | I. Bataillon                        | Hauptmann Bredenförder                        | Dessau                |
| Infanterie-Regiment 211 | II. Bataillon                       | Major Kurt Corduan                            | Burg (Hannover)       |
| Infanterie-Regiment 211 | III. Bataillon                      |                                               | Stendal und Salzwedel |

Vor der Offensive auf die Stadt Stalingrad hatte die 71. ID ihre Ausgangsstellung westlich der Arbeitersiedlung „Roter Oktober“ und dem Tsaritza-Fluss, ihr gegenüber auf der Seite der „Roten Armee“ befand sich die 6. Panzer-Brigade, die 42. Schützen-Brigade und ein Schützen-Regiment der 244. SD. Die 295. ID und 71. ID erhielten den Befehl vom Hospital direkt auf die Innenstadt Stalingrads vorzustoßen.

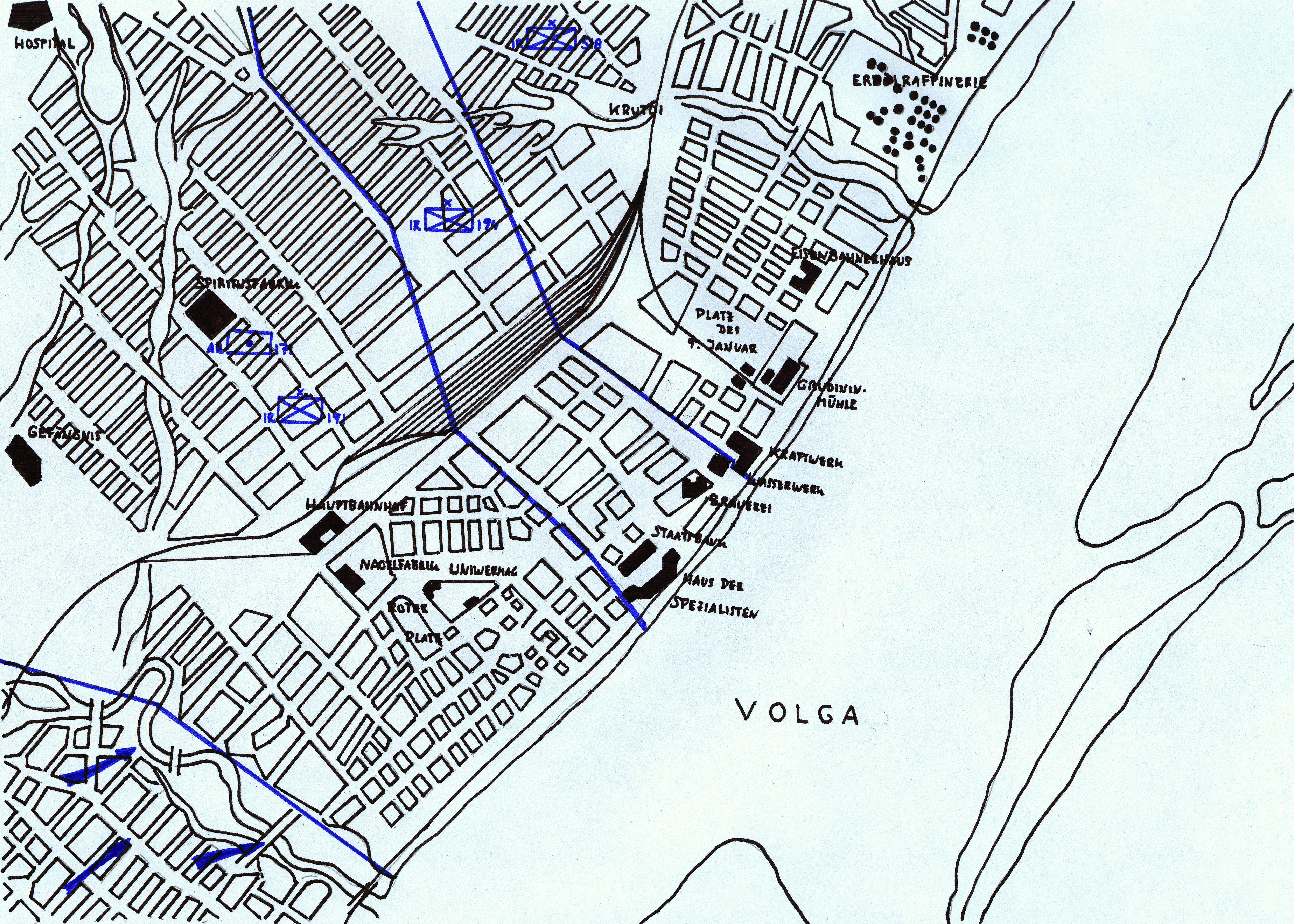
Stalingrad-Mitte Gefechtsabschnitte IR 518, IR 194 und IR 191

Oberst Friedrich Roske gab den Befehl an seine Einheit aus, dass eine rasche Einnahme des Wolgaufers und ein siegreicher Abschluss des Kampfes gegen die Rote Armee auch eine vorzeitige Beendigung des Ostfeldzuges bedeuten würde:

„Wir stehen in diesem Abschnitt des Kampfes, der für den Krieg und besonders für den Ostfeldzug außergewöhnliche Bedeutung hat. Die ganze Welt sieht auf die Truppe von Stalingrad und außerdem bedeutet der schnelle und siegreiche Abschluss des Kampfes mit dem Erreichen der Wolga auch einen Abschluss für das Regiment. Die Truppe ist darauf hinzuweisen. Ich erwarte vom ganzen Regiment höchste Anspannung der Kräfte, was sich würdig an die bisherigen Leistungen des IR 194 anreihen wird.“

Ein ähnlicher Tagesbefehl wurde für die Soldaten des Infanterie-Regimentes 191 ausgegeben:

„Soldaten der 71. Division! Wir nähern uns dem Höhepunkt der Schlacht um Stalingrad. Vorwärts zur Wolga! Alles für Deutschland! Dann werden wir Stalingrad nehmen!“

#### Einsatz im Stadtkern von Stalingrad September 1942
Die 71. Infanterie-Division war zusammen mit der 295. Infanterie-Division einer der ersten Großverbände, die ihr Ziel an der Wolga erreichten. Durch die konzentrischen Angriffswellen auf den Stadtkern wurden die Stoßkeile der 71. ID stark ausgedünnt und somit zu prädestinierten Zielen sowjetischer Scharfschützen. Das erste Angriffsziel wurde mit Erreichen des Höhenrückens um die „Ziegelei“ erreicht und die Ausgangsstellung für einen raschen Vorstoß auf die Stadtmitte geschaffen. In der Stadt Stalingrad selbst wurde sie schnell in die schweren Häuserkämpfe in der Stadtmitte verwickelt und musste dort unter schwierigen Gefechtsbedingungen den Ortskampf erlernen, was zu schweren Verlusten führte.
Die 71. ID presste die sowjetischen Abwehrverbände gegen die Hügel der Stadt und nach Süden in Richtung Tsaritza. Bei Einbruch der Nacht nahm IR 194 Aviagorodok, näherte sich auf 2 km der Eisenbahnlinie und erreichte die Zugänge von Hügel 112,5 während IR 211 und 191 die Rote Armee in einen Frontvorsprung nordwestlich der Tsaritza drängten. Am 13. September 1942 stieß die 71. ID mit massierter Luftunterstützung von Sturzkampfbombern in Richtung Hauptbahnhof vor und am nächsten Tag erreichte sie die Stadtmitte von Stalingrad nördlich der Tsaritzarinne. Der Kampf um die Innenstadt entwickelte sich zu einem erbarmungslosen und extrem unübersichtlichem Gefecht, das auf beiden Seiten mit großen Fanatismus um den Hauptbahnhof, die Regierungs- und Parteigebäude sowie dem Roten Platz mit wechselseitigen Erfolgen geführt wurde. Nachmittags sollte eine Reihe von sowjetischen Gegenangriffen mit Unterstützung durch 3 Katjuscha-Raketenwerfer Regimenter südlich der Razgulaewka Station bis zur Tsaritza die Situation entschärfen, da die 295. ID und 71. ID kurz vor der Stadtmitte und dem Mamajew Kurgan in Stellung gegangen waren.
Artillerieunterstützung und Luftangriffe von mehr als 60 Sturzkampfbombern brachten die sowjetische Konteroffensive im Morgengrauen des 14. September 1942 zum vollständigen Stillstand. Zeitgleich brachen IR 194 und 211 den Widerstand der 42. SB Batrakow und eroberten Hügel 112,5. Stoßtruppen des IR 194 brachen in die Straßen der Innenstadt ein und standen gegen 12 Uhr vor dem Hauptbahnhof Stalingrad. Tschuikow berichtete: „Einzelne Gruppen von Maschinenpistolenschützen bewegten sich in den Balkas der Umgebung von Hügel 112,5 nach Osten, infiltierten die Innenstadt ab 14 Uhr und standen um 16 Uhr vor dem Hauptbahnhof.“ Der rasche Vormarsch der 71. ID schien die 62. Armee völlig zu überraschen und zwang sie dazu, sämtliche verfügbare Reserven zu mobilisieren und in die entscheidende Schlacht zu werfen. Dabei wurden wichtige Kommunikationsverbindungen gekappt und der Nachschub unterbunden und dennoch erreichten die deutschen Soldaten nur für eine kurze Zeit die Wolga. IR 194 bedrohte den Fähranleger und versenkte 2 Wolgafähren. Die Tatsache, dass Stalingrad nicht bereits am 14. September 1942 fiel, war u. a. dem Widerstand der 35. Gardeschützen-Division im Süden der Stadt zu verdanken, welche die 29. ID (mot.) bei ihrem Vormarsch auf das Zentrum wirkungsvoll aufhielt.
Die in der Nacht vom 14. auf den 15. September 1942 eintreffende 13. Gardeschützen-Division verhinderte die vollständige Eroberung der Innenstadt durch Rückgewinnung der Straßen und Gebäude (Eisenbahndepot, Staatsbank) östlich des Hauptbahnhofs und Eingriff in die Schlacht am Mamajew Kurgan. Das I. Bataillon aus Oberst Elins 42. Gardeschützen-Regiment besetzte erneut den Hauptbahnhof, während Panikhins 34. GSR bei der Einnahme des Hauses der Spezialisten scheiterte. Die Kampfstärke der 71. ID wurde am 14. September 1942 wie folgt beziffert: 8 Infanterie-Bataillone, alle im schwachen Zustand (300–400 Mann), 1 Pionierbataillon (PiBtl. 171) durchschnittlich (300–400).
Auch am 15. September 1942 entwickelten sich erbitterte Kämpfe um den Hauptbahnhof Stalingrad gegen das 42. Gardeschützen-Regiment der 13. Gardeschützen-Division. Am gleichen Tag setzte IR 194 den Kampf um den Hauptbahnhof fort und IR 191 und 211 rückten weiter auf das Nordufer der Tsaritza vor. Die 24. PD versuchte sich am 16. September 1942 mit der 71. ID in der Nähe der Tsaritza zu vereinigen, wobei 3 Panzer irrtümlich von der PAK der 71. ID abgeschossen wurde. Teile des IR 194 im Verbund mit der 295. ID kämpften um den Besitz der Krutoi und Dolgii-Balka, ohne jedoch den Gegner aus seinen gut ausgebauten Stellungen vertreiben zu können. In Stalingrad-Mitte rieb sich die Hauptmacht der 71. ID (IR 194 und 211) in einem turbulenten, völlig chaotischen und für beide Seiten unübersichtlichem Gefecht von Haus-zu-Haus und Straße-zu-Straße auf 3,5 Kilometer Breite mit der 13. Gardeschützen-Division nahezu auf. Die Kämpfe kumulierten am 16. September 1942 in der Umgebung des Roten Platzes zwischen IR 194 und 2. Btl./34. GSR und 2. Btl./42 GSR, insbesondere um den Besitz der massiven Gebäude (Kaufhaus Uniwermag, Gorki Theater, Parteigebäude), welche den Platz flankierten sowie um den Hauptbahnhof und Kommunisticheskaia Straße. Die 71. ID konnte der Kampfgruppe Edelsheim (24. PD) an ihrem Brückenkopf an der Tsaritzamündung keine Verstärkung entsenden, da alle Divisionen in Stalingrad in kräftezehrenden und schwer verlustreichen Häuserkämpfen gebunden waren.
Am 17. September 1942 gaben die Gardeschützen ihre Positionen im Hauptbahnhof vorerst auf und versuchten zum wiederholten Mal das Haus der Spezialisten in der Technikersiedlung zurückzuerobern. Die Kämpfe um die Zugänge zur Krutoi- und Dolgiischlucht im Norden hielten an, weiter südlich lagen IR 211 und 191 mit dem 34. und 42. GSR unablässig im Gefecht um die Parks und Schlüsselgebäude entlang und östlich der Kommunisticheskaia Straße, die Feuergefechte um den Hauptbahnhof flackerten erneut auf und der nur 3 Häuserblocks vom Wolgaufer entfernte Platz des 9. Januars verblieb ein vitaler Verteidigungsknoten der 62. Armee. Bei Einbruch der Dämmerung war das 1. Btl./42. GSR im Hauptbahnhof vernichtet und sämtliche Gegenangriffe auf das Haus der Spezialisten abgeschlagen. Am Abend proklamierte die Rote Armee erneut den Sieg über die deutschen Angriffsverbände am Hauptbahnhof und gaben an 100 gefallene deutsche Soldaten auf dem Bahnhofsgelände gezählt zu haben. Schließlich konnte sich IR 211 mit den Kampfgruppen Hellermann und Edelsheim an der Tsaritza vereinigen und die Eisenbahnbrücke über den Fluss unter Kontrolle bringen. In der Nacht verschob sich IR 191 hinter IR 211 in östlicher Richtung und konnte somit zusammen mit IR 194 in die Schlacht um die Innenstadt eingreifen.
Der Autor William Craig schildert die Härte der Kämpfe um den Roten Platz im September 1942:

„Auf diesem Platz lagen die Toten in grotesken Verrenkungen auf dem Rasen und den Bürgersteigen in dunkelroten Lachen. Die Blutspuren der Verwundeten, die sich noch irgendwo hingeschleppt hatten, bildeten auf dem Pflaster verschlungene Muster. Das ‚Univermag‘ war nur noch eine leere Ruine. Von Kugeln durchsiebte Schaufensterpuppen lagen kreuz und quer durcheinander. In den Gängen lagen tote Deutsche und Russen, wie sie gefallen waren, nebeneinander. Das ganze Kaufhaus war zum Leichenhaus geworden. Das ‚Prawda‘-Gebäude war bei den Luftangriffen am 23. August 1942 eingestürzt. Auch in den Häusern der Stadtsowjets und des Klubs der Roten Armee und im Gorki-Theater war nun niemand mehr, in den Mauern gähnten leere Fensterhöhlen und häßliche schwarze Löcher. Auch die Läden in den Seitenstraßen standen nicht mehr. Auf den Gehsteigen lagen angefaulte Tomaten und zermatschte Wassermelonen, dazwischen Teile menschlicher Körper, umsurrt von Fliegenschwärmen “

Am 18. September 1942 scheiterte die Offensive der Gruppe Gorokhow im Norden Stalingrads, so dass die 6. Armee den Fokus auf den Kampf mit der 62. Armee um den Mamajew Hügel und das Stadtzentrum legen konnten. Drei Regimenter waren in einen hin und her schwankenden Kampf mit der 13. GSD um den Hauptbahnhof und den Platz des 9. Januars verwickelt. Batrakows 42. SB zog sich in eine Abwehrstellung westlich der Eisenbahn an der Tsaritza zurück und band somit erneut das IR 211, was die prekäre Personalsituation von Hartmanns Division weiterhin verschärfte.
Am 19. September 1942 änderte die 71. ID ihre Kampftechnik, da die Hauptkampflinie aufgrund der schweren Verluste und der Geländebesonderheiten der Balkas nicht mehr aufrechterhalten werden konnte, indem Züge und Kompanien in kleinen Gruppen stoßtruppartig umformiert wurden. So war es möglich sowjetische Häuserfestungen und Verteidigungsknoten isoliert anzugreifen und aus dem Abwehrriegel herauszubrechen. Die Landung von Teilen der 284. SD am 19. September 1942 entlastete die schwierige Situation für die stark angeschlagene 13. GSD in Stalingrad-Mitte deutlich und setzte neue Kräfte frei. Die hohen Verluste um den Roten Platz und den Hauptbahnhof waren mittlerweile bedrohlich angestiegen. Batrakows 42. SB und Afanasiews 244. SD (weniger als 200 Soldaten jeweils) zogen sich in die Häuserruinen östlich der Bahnlinie und um den Platz des 1. Mai zurück. Die gesamte 62. Armee befand sich während des 19. Septembers in einer unaufhaltsamen Rückwärtsbewegung Haus für Haus und Straßenblock für Straßenblock zur Wolga.
Am 20. September 1942 hatte die 13. GSD nur noch kleine isolierte „Verteidigungsinseln“ östlich vom Hauptbahnhof, 42. GSR auf der linken, 39. GSR im Zentrum und 34. GSR auf der rechten Flanke. Der nächste Tag verdichtete die Gefechte auf lokale Räume in der Kommunisticheskaia, Respublinskaia, Krasnopiterskaia, Stalinskaia und Naberezshnaia Straße. Während dieser Kampfhandlungen verdrängte eine Kampfgruppe aus ca. 150 Maschinenpistolen-Schützen mit ca. 10 Sturmgeschützen das 1. Btl./42 GSR aus einem Häuserblock östlich des Hauptbahnhofs (Nagelfabrik?) und schloss sie zur Hälfte in einem anderen Block Ecke Krasnopiterskaia/Komsomoskaia Straße ein. Im Norden durchbrach eine weitere Kampfgruppe der 71. ID die Barrikaden des 2. Btl./34. GSR und gelangte zum Platz des 9. Januars, wo sie erst durch einen Gegenangriff aus der Wologodskaia Straße aufgehalten wurde. Die 42. SB und 244. SD wehrte in der Puschkinskaia Straße mehrere Angriffe des IR 211 ab, nach der beinahe abgeschlossenen Eroberung des Getreidesilos am 20. September 1942 waren sie die letzten noch aktiv kämpfenden Truppen der Roten Armee in der Stalingrader Südstadt.
Am 21. September 1942 konnten die Grenadiere erfolgreich eine taktisch bedeutende Häusergruppe einnehmen und den Zentralen Fähranleger Stalingrads wirksam bekämpfen. Ein unbekannter Teilnehmer berichtete über die Schlussphase in der Schlacht um die Innenstadt von Stalingrad:

„Elitedivisionen waren aufgeboten, um den Sturm der 71sten zu stoppen. Neben dem Südbahnhof ist um den mit Weizen gefüllten Getreidespeicher tagelang heftig gerungen worden. Im Qualm und Gestank des glimmenden Weizens mußte in dem riesigen Betonklotz jedes Stockwerk einzeln erobert werden, noch dazu kam, dass sich eine sowjetische Abwehrstellung von der südlichen Anlegestelle der Fähre bis zu dem hohen Silo hinzog. Im Divisionsabschnitt waren am 3. Oktober die in den Hausruinen kämpfenden feindlichen Kräfte soweit vernichtet, dass weitere Nachbarabschnitte übernommen werden konnten.“

Der 22. September 1942 brachte eine Erneuerung des deutschen Angriffs auf die Stadt, gegen die Dolgiischlucht, Erdölraffinerie und Platz des 9. Januars, wo ebenfalls das Wolgaufer erreicht wurde. Die Gardeschützen verloren 200 Soldaten und besetzten erneut die Krutoischlucht, Platz des 9. Januar, Naberezshnaia, Solnechnaia, Kurskaia, Orlowskaia, Proletarskaia, Gogolia und Kommunisticheskaia Straße. Nach einer Woche Straßenkampf hatte die 13. GSD lediglich noch 1000 kampffähige Soldaten, ihre Einheiten bestanden fast nur aus kleinen isolierten Einheiten, die sich in einigen wenigen zerbombten Häusern zurückgezogen hatten. IR 211 nutzte einen Kanalisationsgraben um östlich des Hauptbahnhofs erfolgreich zur Wolga zu gelangen, mussten sich nachts wieder zurückziehen. Das 1. Btl./42. GSR wurde im Kaufhaus Uniwermag am Roten Platz eingeschlossen und vollständig vernichtet, der linke Flügel der 13. GSD war bereits vollständig zusammengebrochen. Der unvermindert starke Druck der 71. ID ließ die Gardeschützen auf der ganzen Linie kollabieren. Fast das gesamte Zentrum bis auf wenige Widerstandsnester musste aufgegeben werden, nur ein 500 bis 1000 Meter breiter Uferstreifen konnte gehalten werden. Nach Angaben der Roten Armee wurden dabei jedoch 500 Deutsche getötet und 43 Panzer (vermutlich Sturmgeschütze) vernichtet.
Am 25. September 1942 war die 71. ID erneut in schwere Kämpfe um Stalingrad-Mitte nördlich der Zarizaschlucht verwickelt und befand sich in einer Pattsituation mit der Roten Armee. Nördlich der Zariza nahm die 71. Infanterie-Division Häuserteile ostwärts der Parteigebäude bis zur Wolga in Besitz. In sehr erbittert geführten Straßen und Häuserkämpfen gewannen die Infanteristen mit Flammenwerfern, Handgranaten und Sprengladungen Schritt für Schritt an Boden und am 26. September 1942 hisste die 71. Infanterie-Division auf dem am Roten Platz gelegenen Parteigebäude die Reichskriegsflagge. Die 71. Infanterie-Division hatte damit als einzige der 6. Armee in der gesamten Divisionsbreite bereits Ende September 1942 die Wolga im Süden von Stalingrad erreicht. Das Infanterie-Regiment 211 war an der rechten Flanke der Division zwischen den Flüssen bzw. Bächen Zariza und Minina eingesetzt. Die Einheiten befanden sich darum eine Zeit lang in gut ausgebauten und sicheren Stellungen und wurden dann erst in den Septemberkämpfen in der Innenstadt schwer dezimiert.
Drei Infanterie-Bataillone der 71. ID waren nach den langanhaltenden und blutigen Kämpfen um Stalingrad-Mitte am 28. September 1942 stark abgekämpft und erschöpft (weniger als jeweils 300 Soldaten), Mitte Oktober 1942 befanden sich bereits sämtliche Infanterie-Bataillone der 71. ID im Zustand hors de combat und nicht mehr in der Lage die verbleibendem sowjetischen Häuserfestungen zu nehmen. Vom 14. bis 26. September 1942 hatten die 71. ID, 295. ID und 389. ID 1000 Gefallene, 3000 Verwundete und 100 Vermisste.
Nach dem Abflauen der Gefechte in Stalingrad-Mitte löste sich die 71. ID aus dem konzentrierten Angriffsverband heraus und dehnte sich auf breitere Abschnitte in den Verteidigungsstellungen an der Wolga aus. Dabei konnten sie die bereits vorhandenen sowjetischen Abwehrstellungen weitgehend übernehmen.
IR 191 befand sich jetzt in der Mitte des Divisionsabschnittes zwischen Tsaritza- und Minninaschlucht, südlich davon IR 211 mit der Grenze zur 371. ID und im Norden IR 194 im Anschluss an die 295. ID.
Generalmajor von Hartmann erhielt am 27. September 1942 die Gesamtverantwortung für den Sektor Süd und Mitte von der Dolgiischlucht bis zum Elschankafluss, nachdem die 94. ID für die Kämpfe im Norden abgezogen wurde. IR 211 wurde vom Elschankafluss bis Kuporosnoe, IR 191 von der Tsaritza bis zur Elschanka und IR 194 von der Tsaritza bis zur Dolgiibalka eingesetzt. IR 194 war jedoch zu schwach, um noch nennenswerte Fortschritte gegen Pawlows Haus und die Stellungen der Roten Armee am Uferstreifen der Wolga und ihrer Festungen an Krutoi und Dolgii zu erzielen. Die undurchdringlichen Verteidigungsanlagen Rodimzews in einem dichten Netzwerk aus Gebäuden und Häuserfestungen nördlich und südlich des Platz des 9. Januar waren für ein einziges stark geschwächtes Regiment nicht zu knacken. Vom 28. September bis 1. Oktober 1942 wurden im Verbund mit der 295. ID noch eine Reihe von ergebnislosen Angriffen in mehrfacher Kompanie- bzw. Bataillonsstärke ausgeführt, welche alle scheiterten. Am 5. Oktober 1942 verschlechterte sich die Kampfstärke der 71. ID auf 1 schwaches (300–400 Mann) und 7 völlig abgekämpfte (300) Infanterie-Bataillone.
Zwischen dem 25. Oktober und 1. November 1942 startete die 64. Armee einen Gegenschlag im Süden Stalingrads, welcher jedoch abgewehrt werden konnte. Während der Operation Hubertus im November 1942 war die 71. ID nur noch in der Lage kleinere Stoßtruppunternehmungen durchzuführen.

#### Untergang im Kessel von Stalingrad 1943

Stalingrad November 1942 Feuerplan der Rundumverteidigung auf Befehl von Oberstleutnant Roske

Am 21. November 1942 schloss sich der Kessel von Stalingrad im Rahmen der Operation Uranus, als sowjetische Panzer deutsche Stellungen bei Kalatsch einnahmen. Die 71. ID erhielt den Befehl sich in der Stadt zu verschanzen. Im Stadtgebiet teilte Oberst Roske dem GR 194 folgende Verteidigungsabschnitte zu:
- Gefängnis: Leutnant Schölermann
- Jägerpark: Stabsfeldwebel Raboldt
- Beamtenstützpunkt: Oberfeldwebel Fraust
- Kaufhaus Uniwermag: Leutnant Drewes
- Bazar: Hauptfeldwebel Moser
- Riegel: Leutnant Meyer
- Kinderheim: Leutnant Brandenburg
- Regimentsgefechtsstand Pitomnik: Hauptmann Röse

Die Stützpunkte wurden nach bestimmten Feuerplan zur Rundumverteidigung eingerichtet, um die Kommunikation zwischen den Stellungen aufrechtzuerhalten, pendelten Spähtrupps zwischen den einzelnen durch Laufgräben verbundenen Kampfständen. Landungen sowjetischer Truppen über die Wolga sollten durch spanische Reiter und Minen verhindert werden.
Am 11. Dezember 1942, als die Versorgungslage der eingeschlossenen 6. Armee bereits sehr kritisch war, unternahm die Rote Armee weitere Angriffe, um den deutschen Verteidigungsring weiter nach innen zu drücken. Am 26. Januar 1943 fielen der Divisionskommandeur Generalleutnant Alexander von Hartmann, Oberstleutnant (posthum Oberst) Kurt Wilhelm Ernst Corduan (Regimentskommandeur IR 191) und Major (posthum Oberstleutnant) August Friedrich Wilhelm Bayerlein (Regimentskommandeur IR 211) in einem Feuergefecht an einem Bahndamm in der Südstadt Nähe Tsaritza. Zu diesem Zeitpunkt war der Personalbestand der Teileinheiten vor Ort 3 Offiziere, 7 Unteroffiziere und 183 Mannschaftsdienstgrade. Die Division sicherte u. a. den Abschnitt zwischen Jelschanka und Woroponowo und musste häufig mit den letzten noch verfügbaren Bataillonen an Einbruchstellen kämpfen. Oberst Roske, welcher nach dem Tod von Hartmanns den Befehl über die Division übernahm, beauftragte den einzigen noch verfügbaren Offizier Hauptmann Hindenlang mit diesen Sonderaufgaben. In seinen persönlichen Aufzeichnungen (abgedruckt in der Divisionsgeschichte der 71. Infanterie-Division) erwähnte Roske, dass im Südkessel eine Kopfzahl von insgesamt noch 17.000 Soldaten festgestellt wurde, davon etwa 2000–3000 kampffähig.
Die 6. Armee war in zwei Teile geteilt, Nord- und Südkessel kollabierten in der Zeit vom 27. Januar bis 3. Februar 1943. Die 71. ID war eine der letzten Einheiten, die auch noch im Januar 1943 in der Lage war, bedingt sowjetische Panzer zu bekämpfen. Die letzte Widerstandslinie des deutschen Südkessels verlief vom Hauptbahnhof zur Tsaritza. Am 30. Januar 1943 eroberte die Rote Armee das Bahnhofsgelände und näherte sich dem letzten Verteidigungsring, der im Umkreis von 300 Metern um den Roten Platz gelegt war. Oberst Ludwig von der 14. Panzer-Division kapitulierte gegen 18:00 in einem Eckhaus am Westende des Roten Platzes, um die dort liegenden 2.000 Verwundeten zu retten. Gegen Abend endete auch der Widerstand des GR 194 aufgrund von Munitionsmangel und Generalmajor Roske befahl die Einstellung aller Kampfhandlungen.

#### Kapitulation
Am 31. Januar 1943 kapitulieren die Reste der 6. Armee, von der 71. ID anwesend Generalmajor Roske, Major Dobberkau, Hauptmann Hindenlang, Oberleutnant Hoßfeld und der schwer verletzte Oberleutnant Wegener im Kaufhaus Uniwermag sowie etwas später die Batterie von Oberleutnant Wüster im Bereich des Badehauses Dvinskaya-Straße/Karskaya-Straße.

### Wiederaufstellung
Von März bis Juli 1943 wurde die 71. ID in Dänemark aus den Grenadier-Regimentern 883 und 885 sowie Ersatz aus dem Wehrkreis XI komplett neu aufgestellt.

### Verlegung nach Italien
Im August 1943 verlegte man die 71. ID nach Kärnten mit dem Auftrag im Raum Treviso – Görz – Triest und Fiume bei der Entwaffnung der italienischen Truppen mitzuwirken.

### Besatzungstruppe & Küstenschutz
Es folgten Küstenschutz und Partisanenkampf im Raum Monfalcone und Fiume. Bedeutsam war auch die Teilnahme in der Schlacht um Monte Cassino von Januar bis Mai 1944.

### Cassino
Hier verteidigte das IR 211 einen 4 km langen Frontabschnitt in der Ortschaft Cassino und kämpften unter dem Befehl von Oberst Barnbeck in Nahkämpfen mit neuseeländischen Einheiten um den Besitz des Bahnhofes. IR 194 war bis Mitte Februar 1944 vor dem US-Landekopf Anzio-Nettuno eingesetzt. Im Mai 1944 kämpfte Major Knuht und das IR 211 in der Dritten Montecassino-Schlacht um die Bergausläufer der Monti Aurunci, bei Castelforte und Esperia bricht der deutsche Widerstand gegenüber den zahlenmäßig weit überlegenen alliierten Streitkräften zusammen. Die Relation bestand aus 6 stark abgekämpften Bataillonen gegen 4 vollwertige Divisionen des „Freifranzösischen Expeditionskorps“ (marokkanische Gebirgsjäger). Nach der Aufgabe der Cassino-Stellungen folgte die Absetzung durch die Abruzzen und bis September 1944 anhaltende Abwehrkämpfe in Mittelitalien.

### Rückzugskämpfe in Südeuropa
Bis zum Kriegsende folgten weitere Kampfeinsätze in Kärnten, Italien und Ungarn. In Norditalien war die 71. ID am Metaurofluss und der Gotenlinie stationiert und musste auch dort schwere Verluste erleiden.

### Kapitulation
1945 kapitulierte die 71. ID vor der britischen Armee bei Sankt Veit an der Glan.

## Gliederung
Der Personalstamm im Jahr 1939 setzte sich aus folgenden Divisionen des Generalkommandos XI zusammen: 19. Division Hannover, 31. Division Braunschweig und 13. Infanterie-Division (mot.) Magdeburg. Das Personal bestand zu 6 % aus aktivem Personal, zu 83 % aus Reservisten I, 8 % Reservisten II und 3 % Landwehrpflichtige. Nach Dienstgraden aufgeteilt hatte die 71. ID eine Kriegsstärke von insgesamt 15.273 Personen, davon 491 Offiziere, 98 Beamte, 2.273 Unteroffiziere und 12.411 Mannschaften. Außerdem eine Anzahl von 4.854 Pferden, 823 bespannten Fahrzeugen, 393 Pkws, 509 Lkws, 3 Panzerfahrzeugen, 497 Wehrmachtskrädern und 190 Beiwagen. Jedes der drei Bataillone eines Infanterieregimentes bestand aus drei Schützenkompanien mit jeweils neun leichten MGs und einer schweren Maschinengewehrkompanie mit zwölf schweren MGs. Ab April 1941 wurden die Schützenkompanien auf zwölf leichte MGs und drei Granatwerfer aufgerüstet, die Maschinengewehre auf zwölf schwere MGs und sechs mittlere Granatwerfer.
- Infanterie-Regiment 191 (ab 15. Oktober 1942 umbenannt in Grenadier-Rgmt. 191), Stationierung: Hannover-Bothfeld
  - I. Bataillon aus dem Stamm von IR 59, Hildesheim
  - II. Bataillon aus dem Stamm von IR 73, Celle
  - III. Bataillon aus dem Stamm von IR 74, Hameln
- Infanterie-Regiment 194 (ab 15. Oktober 1942 umbenannt in Grenadier-Rgmt. 194), Stationierung: Halberstadt
  - I. Bataillon aus dem Stamm von IR 12, Quedlinburg
  - II. Bataillon (III. Jäger-Bataillon) aus dem Stamm von IR 17, Goslar und Blankenburg
  - III. Bataillon aus dem Stamm von IR 82, Northeim
- Infanterie-Regiment 211 (ab 15. Oktober 1942 umbenannt in Grenadier-Rgmt. 211), Stationierung: Burg (bei Magdeburg)
  - I. Bataillon aus dem Stamm von IR 33, Dessau
  - II. Bataillon aus dem Stamm von IR 66, Burg
  - III. Bataillon aus dem Stamm von IR 93, Stendal und Salzwedel
- Artillerie-Regiment 171, Stationierung: bei der II. Abteilung AR 31 in Halberstadt
  - vier Abteilungen aus Stammkontingenten AR 19, AR 31, AR 55 und AR 67
- Pionier-Bataillon 171, aus dem Stamm PiBtl. 19, Stationierung: Holzminden
  - Personal aus PiBtl. 4 in Magdeburg und PiBtl. 51 (mot.) aus Dessau-Roßlau
- Panzerabwehr-Abteilung 171, aus Panzerabwehr-Abteilung 19, Hannover, Stationierung: Engelbostel b. Hannover
- Aufklärungs-Abteilung 171 aus dem Generalkommando XI, Kavallerie-Regiment aus Ludwigslust und Parchim
- Infanterie-Divisions-Nachrichten-Abteilung 171
- Kommandeur der Infanterie-Divisions-Nachschubtruppen 171[A 33]

## Personen
Kommandeure
| Dienstantritt    | Dienstgrad                   | Name                    |
| 26. August 1939  | Generalmajor                 | Wolfgang Ziegler        |
| 15. Oktober 1939 | Generalmajor/Generalleutnant | Karl Weisenberger       |
| 15. Februar 1941 | General der Infanterie       | Friedrich Herrlein      |
| 28. März 1941    | General der Infanterie       | Alexander von Hartmann  |
| 27. Januar 1943  | Generalmajor                 | Fritz Roske             |
| 14. März 1943    | Generalleutnant              | Wilhelm Raapke          |
| 1. Januar 1945   | Generalmajor                 | Eberhard von Schuckmann |

- Oberst Johannes „Hans“ Schmidt, Regimentskommandeur IR 191 (* 30. März 1895 in Stettin † 3. Dezember 1943 in Winniza/Ukraine)

1913 Eintritt als Freiwilliger in das Reichsheer, 1915 zum Leutnant der Reserve im IR 65 befördert, 1918 zum Oberleutnant befördert, 1924 Kompaniechef der 14. Kompanie/IR 16 in Osnabrück, 1927 Beförderung zum Hauptmann, 1930 Diplom-Ingenieur (welche Fachrichtung?), 1930 in der 4. Schwadron/Preußisches Reiter-Regiment 13 in Lüneburg, 1931 Kompaniechef 10. Kompanie/Preußisches IR 2 in Lötzen, 1937 Beförderung zum Oberstleutnant, 1938 Bataillonskommandeur III. Btl./IR 132 in Znaim, 1939 Einsatz in Polen, 26. September 1939 Regimentskommandeur IR 191/71. ID, 1940 Beförderung zum Oberst, Einsätze in der Saarpfalz, Luxemburg und Frankreich, 1942 Charkow, Donbogen, Stalingrad, November 1942 schwer verwundet, 1943 Beförderung zum Generalmajor, Kommandeur der Armeewaffenschule der 8. Armee, am 3. Dezember 1943 aufgrund einer schweren Erkrankung im Lazarett von Winnitza verstorben.
- Oberst Hermann Barnbeck, Regimentskommandeur IR 211 (* 7. Oktober 1894 in Rösehöfe im Kreis Bückeburg/Schaumburg-Lippe † 25. Oktober 1944 im Standortlazarett Minden)

Barnbeck diente 1914 während des Ersten Weltkriegs als Gefreiter und wurde nach der Schlacht bei Ypern 1915 zum Oberleutnant befördert. Im Verlauf der Kampfhandlungen wurde er mehrmals schwer verletzt. 1936 wurde er Oberleutnant und 1937 Hauptmann der 14. Panzerabwehr-Kompanie/IR 58. 1940 erlitt er während des Westfeldzuges einen schweren Bauchschuss und einen Wirbelsäulendurchschuss, wurde von den Franzosen gefangen genommen und im Juni 1940 durch die Wehrmacht befreit. Am 1. April 1942 erhielt Barnbeck das Kommando über das IR 211, wurde nach einer Erkrankung von Major Kurt Corduan vom II. Btl./IR 211 vertreten und kehrte im August zur Truppe zurück. Das Regiment Barnbeck war maßgeblich an der Eroberung von Stalingrad-Mitte beteiligt. Das IR 211 ging am 15. September 1942 von der Bahnlinie in Richtung auf die Wolga vor. Die Einheit war bereits durch vorangegangene Abnutzungskämpfe stark geschwächt und verlor durch sowjetische Scharfschützen, welche gut getarnt aus den Trümmern und Häuserzeilen operierten, viele Offiziere. Treibende Kraft während der verlustreichen Offensive auf die Innenstadt von Stalingrad war Oberst Barnbeck, dem es gelang, im Nordabschnitt der 71. ID ein komplettes sowjetisches Schützenregiment, welches im Rücken und der Flanke den Vormarsch bedrohte, zu vernichten. Die Kämpfe in Stalingrad-Mitte überlebte lediglich ein Bataillon des IR 211. Nach den Gefechten erbeutete sein Verband 8 leichte Artilleriegeschütze, 121 Maschinengewehre und 56 Granatwerfer. Barnbeck verstarb am 25. Oktober 1944 im Standortlazarett Minden an einer schweren Krankheit.
- Oberst Hugo Günter von Below, Ia-Stabsoffizier

Hugo Günter von Below wurde als Sohn des chilenischen Oberstleutnants Günther von Below und der Mathilde von Below geboren. Sein Bruder Nicolaus von Below war Luftwaffenadjutant Hitlers. Von Below hatte angesichts des zerstörten Hauptbahnhofs bereits im September 1942 berechtigte Zweifel, ob die Schlacht um Stalingrad auf diese Weise gewinnbar sei und war außerdem entsetzt über die hohen Verluste seiner Division. Ende September 1942 wurde von Below wegen schwerer Gelbsucht aus Stalingrad ausgeflogen, musste aber im Januar 1943 wieder in den Kessel zurückkehren. Von Below wurde zum Ia-Stabsoffizier der 6. Armee ernannt und war nach der Kapitulation zusammen mit anderen Offizieren bis zum Jahr 1955 in sowjetischer Kriegsgefangenschaft. Nach dem Krieg lebte er in Bad Godesberg.
- Hauptmann Gerhard Münch, Bataillonskommandeur III. Btl./IR 194

Hauptmann Münch und sein Bataillon waren entscheidend an der Eroberung der Stalingrader Innenstadt im September 1942 beteiligt. Münch wurde gegen Kriegsende noch Generalstabsoffizier beim OKW, in den 1950er Jahren trat er der Bundeswehr bei. Vom 1. April 1964 bis zum 31. März 1968 kommandierte er als Brigadegeneral die Panzergrenadierbrigade 31 in Oldenburg. In der TV-Dokumentation Stalingrad – Der Angriff, der Kessel, der Untergang von Guido Knopp aus dem Jahr 2003 war er als Zeitzeuge eingeladen.
- Major Konrad Hermann Reinhard Fredebold, Bataillonskommandeur III. Btl./IR 191 (* 20. April 1896 in Hannover-Stöcken † 1. April 1976 in Hannover)

Fredebold wurde am 30. August 1942 aufgrund des Einsatzes seines Regiments bei der Verteidigung der Bahnlinie Kalatsch-Stalingrad-Frolow gegen sowjetische Gegenangriffe mit dem Ritterkreuz ausgezeichnet. Fredebolds Bataillon war im September 1942 eine der am weitesten vorgedrungenen Einheiten in der Innenstadt Stalingrads und nahm den Armeegefechtsstand von General Tschuikow in der Puschkinstraße unter Beschuss.
- Oberleutnant Wigand Wüster, AR 171 (* 11. August 1920 in Göttingen; † 29. Januar 2017)[16]

Einsatz im Polen- und Frankreichfeldzug (Panzerwerk 505/Maginotlinie; hier war er zusammen mit dem späteren General und „Arko“ Robert Martinek auf Erkundung) sowie ab 1941 in der Sowjetunion. Wüster wurde durch seine Aquarelle und Kriegserinnerungen unter anderem von der Stalingradschlacht bekannt. Er schildert hier ausführlich seine Erlebnisse ab Sommer 1942 mit seiner Artillerie-Einheit in Stalingrad bis zur Kapitulation sowie seinen Einflug in den Stalingrader Kessel Ende Dezember 1942 nach einem Heimaturlaub. Die Zeit der Kriegsgefangenschaft verbrachte Wigand Wüster u. a. in dem bekannten NKWD-Lager Nr. 97 in Jelabuga, Tatarstan.

## Verluste
Nach dem Westfeldzug wurden folgende Verluste bekannt gegeben: 22 Offiziere, 608 Unteroffiziere und 1.847 Mannschaftsdienstgrade.
Aus einer Statistik geht hervor, dass diese Einheit bereits am 19. September 1942 an der Ostfront mit die schwersten Verluste aller in Stalingrad kämpfenden Verbände hatte.
Bis zu diesem Tag verlor das 211. Infanterie-Regiment 392, das 191. Infanterie-Regiment 377 und das 194. Infanterie-Regiment 304 Mann. Die größten Verluste erlitten die Kampfkompanien, die im Häuserkampf aufgerieben wurden und nicht mehr ersetzt werden konnten. Die genauen Zahlen lassen sich aufgrund des Mangels offizieller Verlustmeldungen während der gesamten Stalingrad-Kampagne nicht belegen, geschätzt werden ca. 5.000 Tote und 15.000 Verwundete.